# جوني أيريس
جوني أيريس (بالإنجليزية: Johnny Ayris)‏ هو لاعب كرة قدم بريطاني في مركز الوسط، ولد في 8 يناير 1953 في Wapping ‏ في المملكة المتحدة. لعب مع نادي ويمبلدون ووست هام يونايتد.